# Romano Scandariato
Romano Scandariato (Fiume, 29 novembre 1938 – Roma, 18 dicembre 2010) è stato un regista e sceneggiatore italiano.
Ha usato anche lo pseudonimo Romano Gastaldi.

## Biografia
Regista e sceneggiatore. Fratello della costumista Itala, il padre, palermitano, era un ufficiale dell’esercito, ed era di frequente soggetto a trasferimenti, ha soggiornato in diverse città italiane, anche in Abissinia, odierna Etiopia , dopo una breve esperienza teatrale, approdò nel mondo cinematografico come assistente volontario di Domenico Paolella. Inizia così la sua carriera in veste di aiuto regista, attività che non abbandonerà nel corso degli anni, affiancandola al lavoro di regista e sceneggiatore. Dopo aver esordito nel 1964 in "Sfida a Rio Bravo" di Tullio Demicheli, tre anni dopo è al fianco di Steno che dirige Rita Pavone nel 'musicarello' "La feldmarescialla" e Johnny Dorelli in "Arriva Dorellik". Nel 1972 collabora alla sceneggiatura dello spaghetti western "Un bounty killer a Trinità" di Aristide Massaccesi e a quella di "Scansati... a Trinità arriva Eldorado" di Demofilo Fidani. L'anno successivo debutta dietro la macchina da presa terminando il film di Massaccesi "Fra' Tazio da Velletri", firmando con lo pseudonimo di Romano Gastaldi. Nel 1975 il suo nome compare nella sceneggiatura di uno dei classici della commedia erotica italiana degli anni Settanta, "Grazie... nonna", diretto da Franco Martinelli e l'anno successivo è lui a dirigere il film erotico con sagaci notazioni umoristiche "Il bocconcino". Nel 1986 inaugura la fortunata collaborazione con Nino D'Angelo per "Quel ragazzo della curva B", che ripeterà due anni dopo con il suo ultimo film per il grande schermo, "La ragazza del metrò", in cui il cantante napoletano recita accanto a Roberta Olivieri. L'anno precedente ha firmato la serie di documentari "Attraverso l'Italia", tappe di un excursus tra varie città e regioni del nostro Paese. Muore a Roma all'età di 72 anni.

## Filmografia

### Regia
- Sollazzevoli storie di mogli gaudenti e mariti penitenti - Decameron nº 69 (1973)
- Fra' Tazio da Velletri (1973)
- Il bocconcino (1976)
- L'ammiratrice (1983)
- Quel ragazzo della curva B (1986)
- La ragazza del metrò (1988)
- documentari per il touring club italiano: Lombardia, Veneto, Puglia, Roma (1991-1993)

### Sceneggiatura
- Un Bounty killer a Trinità, regia di Oscar Santaniello (1972)
- Scansati... a Trinità arriva Eldorado, regia di Aristide Massaccesi (1972)
- La morte ha sorriso all'assassino, regia di Aristide Massaccesi (1973)
- Grazie... nonna, regia di Franco Martinelli (1975)
- Il bocconcino, regia di Romano Scandariato (1976)
- Emanuelle e gli ultimi cannibali, regia di Joe D'Amato (1977)
- La via della prostituzione, regia di Joe D'Amato (1977)
- Zombi Holocaust, regia di Marino Girolami (1979)
- Sesso profondo, regia di Marino Girolami (1980)
- L'ammiratrice, regia di Romano Scandariato (1983)
- La ragazza del metrò, regia di Romano Scandariato (1988)
- Aitanic, regia di Nino D'Angelo (2000)

### Soggetto
- Un Bounty killer a Trinità, regia di Oscar Santaniello (1972)
- Scansati... a Trinità arriva Eldorado, regia di Aristide Massaccesi (1972)
- Il bocconcino, regia di Romano Scandariato (1976)
- Sesso profondo, regia di Marino Girolami (1980)
- Il marito in vacanza, regia di Maurizio Lucidi (1981)
- La ragazza del metrò, regia di Romano Scandariato (1988)

### Aiuto regia
- La feldmarescialla, regia di Steno (1967)
- Nerone, regia di Mario Castellacci e Pier Francesco Pingitore (1977)
- Dove vai se il vizietto non ce l'hai?, regia di Marino Girolami (1979)
- La liceale al mare con l'amica di papà, regia di Marino Girolami (1980)
- Celebrità, regia di Ninì Grassia (1981)
- L'ave maria, regia di Ninì Grassia (1982)
- Lo studente, regia di Ninì Grassia (1982)